# Saint-Malon-sur-Mel
Saint-Malon-sur-Mel (tiếng Breton: Sant-Malon, Gallo: Saent-Méha) là một xã của tỉnh Ille-et-Vilaine, thuộc vùng Bretagne, miền tây bắc nước Pháp.

## Dân số
Người dân ở Saint-Malon-sur-Mel được gọi là Malonnais.
| Năm | 1962 | 1968 | 1975 | 1982 | 1990 | 1999 |
| --- | ---- | ---- | ---- | ---- | ---- | ---- |
| Dân số | 464  | 554  | 492  | 449  | 447  | 447  |
| From the year 1962 on: No double counting—residents of multiple communes (e.g. students and military personnel) are counted only once. |      |      |      |      |      |      |